# 체바피
체바피(세르보크로아트어: ћевапи, ćevapi) 또는 체밥치치(세르보크로아트어: ћевапчићи, ćevapčići)는 보스니아 헤르체고비나와 세르비아를 비롯한 발칸 지역의 고기 요리이다. 케이싱 없는 소시지처럼 만들어 그릴에 구워 먹는 음식이며, 북마케도니아의 체밥치냐와 불가리아의 케밥체타, 그리스의 케바피아, 루마니아의 미티테이와 비슷하다. 보스니아 헤르체고비나 및 세르비아의 국민 음식 가운데 하나이기도 하다.

## 이름
세르보크로아트어 명사 "체바피(ћевапи, ćevapi)"는 "체바프(ћевап, ćèvap)"의 복수형으로, "케밥"을 뜻하는 오스만 튀르크어 "케바프(كباب)"에서 유래했다.
- 몬테네그로, 보스니아 헤르체고비나, 세르비아, 크로아티아: 체바피(세르보크로아트어: ћевапи, ćevapi, 단수: ћевап, ćèvap 체바프), 체밥치치(세르보크로아트어: ћевапчићи. ćevapčići, 단수: ћевапчић, ćevapčić 체밥치치)
- 슬로베니아: 체밥치치(슬로베니아어: čevapčiči, 단수: čevapčič 체밥치치)
- 알바니아, 코소보: 체바파(알바니아어: qebapa, 단수: qebap 체바프)

## 역사
현재의 보스니아 헤르체고비나, 세르비아에 해당하는 오스만 제국 시기의 발칸반도 지역에 기원을 둔다.

## 만들기
보스니아 헤르체고비나에서는 두 가지 부위의 쇠고기를 사용하며, 세르비아에서는 쇠고기를 양고기나 돼지고기와 섞어 쓴다. 송아지고기도 흔히 쓰인다. 다진 고기를 소금, 후추, 파프리카가루, 베이킹 소다, 탄산수 등과 섞은 다음 소시지 기계에 넣어 케이싱 없이 뽑아 내거나, 손으로 길쭉하게 빚는다. 지역에 따라 다른 모양으로 만들기도 한다. 마늘, 양파를 다져 넣거나, 마늘과 양파를 넣어 끓인 물을 탄산수 대신 넣어 만들기도 한다. 그릴이나 팬에서 구워 낸다. 흔히 레피냐나 소문 등 납작빵, 다진 양파, 요구르트나 사워 크림, 카이마크, 아이바르 등을 곁들여 먹는다.

## 사진

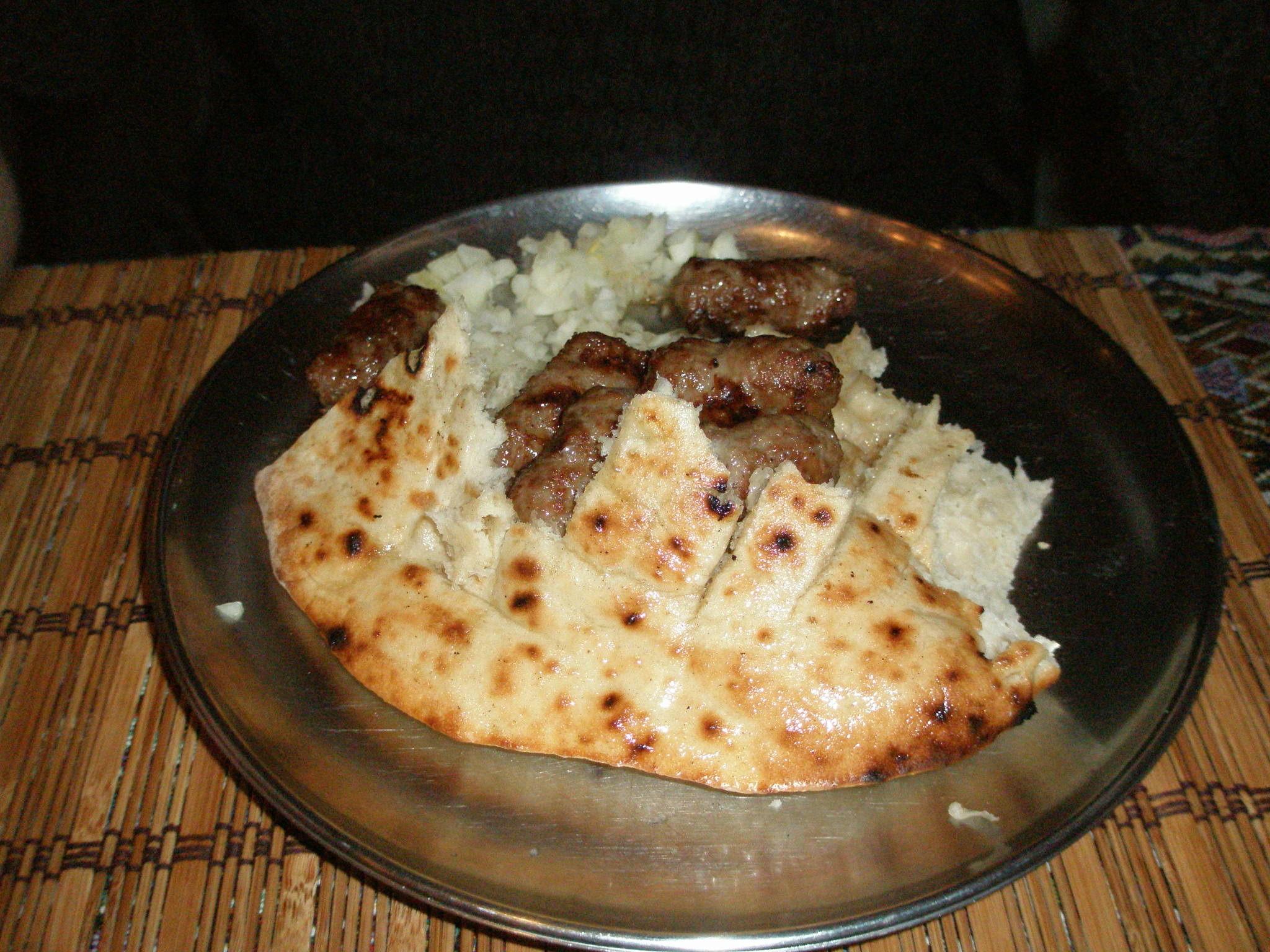
소문과 양파를 곁들인 체밥치치

## 같이 보기
- 미티테이
- 케밥체
- 케바피아
- 플레스카비차